# Seneskede
Seneskeden (latin: vagina synovialis) er en rørformet slimsæk omkring muskel eller muskelsene. Seneskedernes primære rolle er at styre senernes baner og forhindre at de gnider mod knogler eller det omgivende væv. Den nedsætter friktion mellem anatomiske strukturer. Ved forkert træning kan der opstå en betændelsestilstand kaldet seneskedehindebetændelse.
 Der er for få eller ingen kildehenvisninger i denne artikel, hvilket er et problem. Du kan hjælpe ved at angive troværdige kilder til de påstande, som fremføres i artiklen.

| Anatomi | Spire Denne artikel om anatomi er en spire som bør udbygges. Du er velkommen til at hjælpe Wikipedia ved at udvide den. |